# Abuna Paulos
Abuna Paulos, nato Gebre Medhin Wolde Yohannes (Adua, 3 novembre 1935 – Addis Abeba, 16 agosto 2012), è stato un arcivescovo cristiano orientale etiope.
Dal 1992 fino alla sua morte è stato patriarca della Chiesa ortodossa etiopica. Il suo titolo completo era Sua Santità Abuna Paulos, patriarca e catholicos di Etiopia, ichege della sede di San Tekle Haymanot, arcivescovo di Axum e dal 2006, uno dei sette presidenti del Consiglio Ecumenico delle Chiese.
Nella sua carriera ecclesiastica si è battuto per far rimanere illegale l'omosessualità in Etiopia.
È morto nel 2012: anche se non è confermato, un sito web dell'opposizione, Ethiopian Review, ha riferito che era morto per un attacco di cuore. È anche noto che soffriva di ipertensione arteriosa e di diabete.